# Кутугерци
Кутугерци је село у западној Бугарској. Налази се у планинском рејону у општини Ћустендил, у Ћустендилској области. 
Сваке године се одржава сабор 6. септембра.